# .mobi
.mobi — общий домен верхнего уровня, используемый для сайтов, адаптированных для просмотра на экранах телефонов и прочих мобильных устройств (мобильные сайты). Регистрация началась 21 августа 2006 года.